# Johann Georg Ehbruster

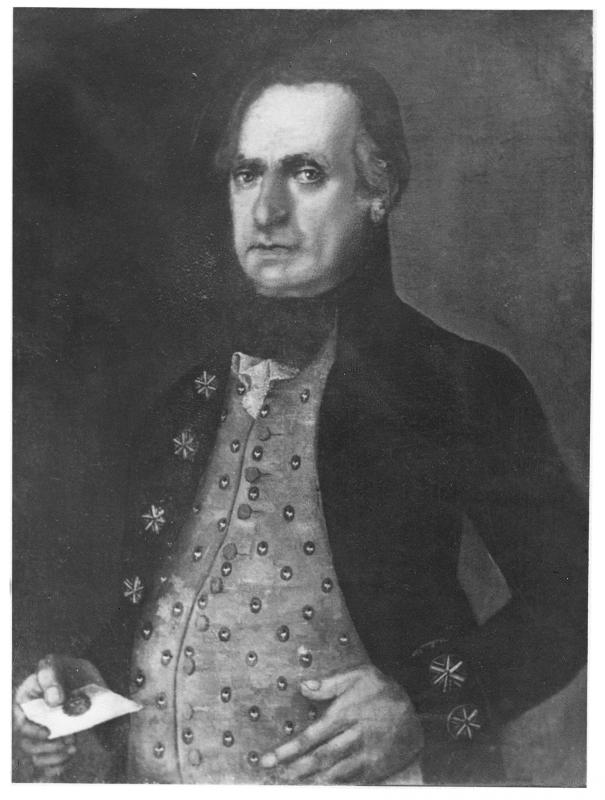
Bildnis des Johann Georg Ehbruster

Johann Georg Ehbruster (* 1678; † 22. Mai 1767) war ein Baumeister, der in Schwechat bei Wien lebte und gemeinsam mit seinem Sohn Johann Nikolaus Ehbruster nach eigenen Plänen die barocke Pfarrkirche St. Jakobus in Schwechat erbaute.

## Leben
Der Turm der Kirche wurde von Johann Georg Ehbruster selbst im Jahr 1757 errichtet, das Kirchengebäude in den Jahren 1764 und 1765 – nach Abbruch der baufälligen Vorgängerkirche – von seinem Sohn Johann Nikolaus.
Johann Georg Ehbruster wurde hochbetagt 1758 zum emeritierten Marktrichter von Schwechat ernannt. Er hatte sich 1722 in Schwechat, Hauptplatz 19 niedergelassen und sein Gewerbe als Maurer – Meister ausgeübt. Er legte die Meister-Rechte vor Beginn des Kirchenbaues zu Gunsten seines Sohnes Johann Nikolaus zurück. Johann Georg Ehbruster hatte mit seiner Frau Katharina, geborene Ridl, zehn Kinder. Das Paar wurde in der Kirchengruft der Schwechater Filialkirche zur Heiligen Dreifaltigkeit, früher Kapuzinerkirche oder Liebfrauenkirche benannt, beigesetzt.

## Auszeichnungen
Ihm und seinem Sohn Johann Nikolaus zu Ehren wurde die Ehbruster-Straße in Schwechat benannt.